# 喬英 (漫畫家)
喬英（5月26日—），女，台灣漫畫家。血型B型。實踐家政專科學校應用美術科畢業，為漫畫家游素蘭胞妹。

## 人物介紹
- 1991年獲得第一屆公主漫畫新人獎，1994年正式出道於公主漫畫，發表長篇漫畫《仙狐傳說》，此時期大部分的漫畫主角都是和狐仙有關，畫風走清新可愛的路線。
- 1999年開始和漫畫家游素蘭策劃並合著《素蘭和喬英的漫畫學園》系列，成為許多台灣想學習漫畫繪圖的初學者的工具書，也開創了台灣的漫畫教學書市場。
- 陸續發表許多繪圖創作教學的參考書，擔任多家電腦補習班的圖像創作課程的策劃和教授講師，也擔任過政府單位寒暑期漫畫學習營的策劃和講師，亦曾任學校動漫社團的指導老師，如新店高中、景美女中等。
- 畫風類型多變，亦涉獵寫實插畫風格、流行資訊型向量繪圖等。

## 簡歷
- 1994年 - 正式出道於公主漫畫，發表長篇漫畫《仙狐傳說》。
- 1999年 - 開始和游素蘭合著《素蘭和喬英的漫畫學園》，為台灣的漫畫創作教學努力。
- 2001年 - 於狂龍出版社再度推出漫畫教學書，《色彩高手》系列，同時發表漫畫《異寶齋》。

## 作品一覽

### 長篇漫畫
- 仙狐傳說（第4卷）
- 美夢（全3集）天使月刊
- 異寶齋（4集未完）狂龍，2001年10月29日，ISBN 9570498374

### 四格漫畫
- 男女方程式（1998年9 - 11月於大成報連載）

### 短篇漫畫
- 仙狐的神話
- 魔法寶莉
- 水龍潭傳說

### 教學書
- Painter插畫大師: 喬英的CG創作設計），2006年11月20日上奇科技出版，ISBN 9867199936
- 素蘭和喬英的漫畫學園系列全16集：

素蘭和喬英的漫畫學園-速成篇，與游素蘭合著，狂龍出版社2007年3月22日，ISBN 9789579816342
素蘭和喬英的漫畫學園-劇本篇，2003年3月5日，ISBN 9570498811
素蘭和喬英的漫畫學園-實戰篇，2003年1月13日，ISBN 9570498641
素蘭和喬英的漫畫學園-效果篇2，2002年4月3日，ISBN 9570498544
素蘭和喬英的漫畫學園-背景篇，2002年1月3日，ISBN 9570498447
素蘭和喬英的漫畫學園-工具篇，2001年8月28日，ISBN 9570498315
素蘭和喬英的漫畫學園-分鏡篇1，2001年5月4日，ISBN 9570498269
素蘭和喬英的漫畫學園-動作篇，2001年1月3日，ISBN 957049820X
素蘭和喬英的漫畫學園-服飾篇，2000年8月28日，ISBN 9570498102
素蘭和喬英的漫畫學園-效果篇1，2000年4月28日，ISBN 957049803X
素蘭和喬英的漫畫學園-花草篇，1999年12月6日，ISBN 9579785988
素蘭和喬英的漫畫學園-網點篇，1999年9月7日，ISBN 9579785945
素蘭和喬英的漫畫學園-人物篇2，1999年6月3日，ISBN 9579785902
素蘭和喬英的漫畫學園-人物篇1，1999年3月18日，ISBN 9579816360
網點練習簿，數本~~  素蘭和喬英
- 色彩高手2-麥克筆篇，狂龍，2002年6月5日，ISBN 9570498595
- 扉頁十式系列：2001年10月2日，局部示範與講解。
- ART畫者養成誌3-情境Mood，和多位漫畫家、插畫家合著，狂龍出版，2004年2月5日，ISBN 9867500008

### 其他
- 狐狸森林，手工書
- Between Heaven & Hell，康斯坦汀同人誌手工書

## 外部連結
- 喬英的Facebook專頁
- 喬英的痞客邦（页面存档备份，存于）
- 喬英的新浪微博